# Pristimantis spinosus
Espèce
Synonymes
- Eleutherodactylus spinosus Lynch, 1979

Statut de conservation UICN

 NT  : Quasi menacé
Pristimantis spinosus est une espèce d'amphibiens de la famille des Craugastoridae.

## Répartition
Cette espèce est endémique du Sud de l'Équateur. Elle se rencontre dans les provinces de Morona-Santiago et de Zamora-Chinchipe, entre 1 707 et 2 835 m d'altitude dans la cordillère de Matanga et la cordillère du Condor. 
Sa présence est incertaine au Pérou.

## Description
Les mâles mesurent de 16,1 à 25,0 mm et les femelles de 28,3 à 34,5 mm.

## Publication originale
- Lynch, 1979 : Leptodactylid frogs of the genus Eleutherodactylus from the Andes of southern Ecuador. Miscellaneous Publication, Museum of Natural History, University of Kansas, no 66, p. 1-62 (texte intégral).